# Crambus athamas
Crambus athamas là một loài bướm đêm trong họ Crambidae.